# Konferencen for Europæiske Kirker
Konferencen for Europæiske Kirker (KEK) (på engelsk Conference of European Churches) er et fællesskab af ca. 113 ortodokse, anglikanske, gammelkatolske og protestantiske kirker og kirkeråd i Europa. I Danmark er Baptistkirken, Metodistkirken og Folkekirken medlemmer af KEK. Danske Kirkers Råd er associeret organisation i forhold til KEK. Folkekirkens mellemkirkelige Råd varetager folkekirkens kontakt til KEK.
KEK har til formål at fremme dialog, forsoning og venskabsrelationer mellem kirker i Europa.

## Struktur
KEKs sekretariat er placeret i Bruxelles.
KEKs højeste myndighed er generalforsamlingen, som finder sted hvert 5. år. Sidste generalforsamling fandt sted i juni 2023 i Tallinn, Estland. Her blev KEKs nye strategi fremlagt og godkendt.
Generalforsamlingen vælger en hovedbestyrelse (governing board) med for tiden 20 medlemmer. Hovedbestyrelsen vælger ved hver generalforsamling et præsidium bestående af en præsident og to vicepræsidenter. Ærkebiskop Nikitas af Thyateira og Storbritannien (fra det Økumeniske Patriarkat) er valgt som formand, Dagmar Winter, biskop i Huntingdon, England samt pastor Frank Kopania den evangeliske kirke i Tyskland er valgt som vicepræsidenter. I hovedbestyrelsen sidder desuden sognepræst Anders Gadegaard.

### Danske bidrag
KEK er siden 2020 blevet ledt af generalsekretær Jørgen Skov Sørensen, tidligere generalsekretær i Danmission.
Fra dansk side har dr.theol Ulrik Becker Nissen fra Aarhus Universitet været aktiv i KEK's arbejde med bioetik. Becker Nissen har været med til at formulere et kristent modsvar til de etiske dilemmaer, der melder sig i forhold til genteknologi, genmodifikation, aktiv dødshjælp, kloning mm.
Desuden har lektor Hanna Broadbridge været formand for arbejdsgruppen vedr udddannelse og medborgerskab. Her har Broadbridge blandt andet videreformidlet Folkekirkens gode resultater med Skole-Kirke-samarbejdet.

## Arbejdsområder
Menneskerettigheder har stået på dagsordenen siden grundlæggelsen af KEK. KEK overvåger Helsinki-processen og drøfter nationale mindretal, racisme, fremmedhad og religionsfrihed i Europa med Den Europæiske Sikkerheds- og Samarbejdsorganisation, OSCE. Blandt andet derigennem bygges bro til små europæiske mindretalskirker som flere steder ikke lever i frihed og sikkerhed.

### Fokus på fred og konfliktløsning
KEK har i en række sammenhænge deltaget i konfliktløsning blandt andet i det tidligere Jugoslavien, herunder også Kosovo og Makedonien.
KEK har også fokus på det konfliktfyldte område i Nagorno-Karabakh.
Under Natos strid med Jugoslavien var KEK med til at tilvejebringe en afslutning på krigen og en fredsløsning blandt andet ved at indkalde kirkelederne i området og inddrage dem i forhandlinger mellem de stridende parter. I Eks-Jugoslavien er KEK med til at bringe ortodokse, romersk katolske og protestantiske kirker sammen. I fælles projekter medvirker KEK aktivt til forsoningsprocessen i det opsplittede område.
I Makedonien har KEK været vært for samtaler mellem ledere af kirker og trossamfund i republikken Makedonien som led i bestræbelserne for at forhindre en optrapning af konflikten mellem landets albansk-talende mindretal og dets slavisk-talende flertal. KEK overvåger på lignende måde situationer i Europas andre brændpunkter.

### Ukraine
KEK har fordømt Ruslands invasion af Ukraine og opfordret Den russiske-ortodokse kirke til at tage afstand fra krigen.
På den seneste generalforsamling var der to høringer med ukrainske og belarusiske kirkelige repræsentanter med drøftelser om hvordan kirker kan bidrage til fred og frihed. Ved samme generalforsamling blev Den ortodokse kirke i Ukraine (som er brudt ud af Moskva-Patriarkatet) formelt optaget i KEK.
KEK har lanceret freds- og forsoningsprogrammet Pathways to Peace, som i de kommende år vil være organisationens vigtigste fokus.
”KEK vil gerne styrke sit arbejde med fred og forsoning, og Pathways to Peace er specifikt møntet på Ukraine. Vi ved som kirker, hvor vigtig en rolle religion spiller i forhold til fred, på godt og ondt. Og freden i Ukraine handler også om fred og forsoning mellem de to ortodokse kirker,” siger generalsekretær Jørgen Skov Sørensen 

## KEK og katolikkerne
Den romersk katolske kirke er ikke medlem af KEK. Men der er tæt kontakt mellem KEK og Rådet for de europæiske Bispekonferencer (CCEE), som repræsenterer alle romersk katolske bispekonferencer i Europa. Det resulterer blandt andet i fælles projekter og i økumeniske møder.

## Et barn af den kolde krig
KEK blev dannet på Hotel Nyborg Strand i Danmark i 1959 under den kolde krig. Europa var på den tid et splittet kontinent, og for kirkefolk var det en vigtig opgave at fremme mellemfolkelige og mellemkirkelige forbindelser hen over jerntæppet, hvor det var muligt. KEKs fjerde generalforsamling i 1964 var et håndgribeligt udtryk for det: Med begejstret støtte fra Danmarks daværende kirkeminister, socialdemokraten Bodil Koch, blev den afviklet på M/S Bornholm i rum sø for at østtyske delegater kunne være med, selv om de ikke kunne få visum til Danmark.
Et nært samarbejdsforhold mellem protestantiske og ortodokse kirker i Europa er et af de vigtigste resultater af KEKs og andre mellemkirkelige organers indsats gennem mere end 40 år.
KEK er en vigtig brobygger og kirkelig aktør og arbejder aktivt for, at kirker vinder mere terræn i Europa.